# Ari Sulander
Ari Juhani „Sulo“ Sulander (* 6. Januar 1969 in Helsinki) ist ein ehemaliger finnisch-schweizerischer Eishockeytorwart, der zuletzt bei den ZSC Lions aus der Schweizer National League A unter Vertrag stand. Sein Sohn Santtu ist ebenfalls ein professioneller Eishockeyspieler.

## Karriere
Ari Sulander begann seine Karriere in den Nachwuchsmannschaften von Jokerit Helsinki, für die er ab 1986 in der höchsten Juniorenspielklasse Finnlands spielte. In der Spielzeit 1989/90 debütierte er für Jokerit in der SM-liiga und etablierte sich in den folgenden Jahren immer mehr als Stammtorhüter seiner Mannschaft. Mit Jokerit gewann er bis 1998 vier finnische Meistertitel (1992, 1994, 1996 und 1997) und zweimal den Europapokal (1994 und 1995). Während dieser Zeit spielte er zusammen mit einigen der besten Eishockeyspielern der SM-liiga, wie Otakar Janecký, Teemu Selänne, Waltteri Immonen und Jari Kurri.
Nach dem Gewinn der Bronzemedaille bei den Olympischen Winterspielen 1998 in Nagano wechselte Sulander zu den ZSC Lions in die Schweizer Nationalliga A. Mit den Lions gewann er vier Schweizer Meistertitel und die Champions Hockey League 2008/09. Im Anschluss an die CHL trat er mit den Lions beim Victoria Cup 2009 gegen die Chicago Blackhawks an. Die Lions siegten gegen die Blackhawks mit 2:1 und gewannen als erstes europäisches Team überhaupt den Titel.
Nach der Saison 2011/12 beendete er seine Karriere und wurde Torwarttrainer. Seine Trikotnummer 31 wurde nach dem Ende seiner Karriere durch die ZSC Lions gesperrt.

### International
Während seiner langen internationalen Karriere gehörte Ari Sulander bei insgesamt 117 Spielen dem Kader der finnischen Nationalmannschaft an, wobei er bei 68 Spielen auch zum Einsatz kam. Er nahm an sieben Weltmeisterschaften (1993, 1995, 1996, 1997, 1998, 1999 und 2000) und den Olympischen Winterspielen 1998 teil. Dabei gewann er eine Gold-, zwei Silber und eine Bronzemedaille bei Weltmeisterschaften sowie eine olympische Bronzemedaille.

## Erfolge und Auszeichnungen
| - Finnischer Meister 1992, 1994, 1996 und 1997 - Gewinner der Jari-Kurri-Trophäe 1993/94 - Gewinner der Urpo-Ylönen-Trophäe 1995/96 - All-Star Team der Saison 1995/96 | - Key Player der SM-liiga 1995/96, 1996/97 - Bester Torhüter der NLA 1998/99, 1999/2000 - Schweizer Meister 2000, 2001, 2008 und 2012 - 2013 Aufnahme in die Finnische Eishockey-Ruhmeshalle |

### International
| - All-Star-Team des Karjala Cup 1998/99 - Gewinn der Goldmedaille bei der Weltmeisterschaft 1995 - Gewinn des Europapokals 1995 und 1996 - Gewinn der Silbermedaille bei der Weltmeisterschaft 1998, 1999 | - Gewinn der Bronzemedaille bei der Weltmeisterschaft 2000 - Gewinn der Bronzemedaille bei Olympia 98 - Gewinn der Champions Hockey League 2008/09, Wahl zum CHL-MVP - Gewinn des Victoria Cup 2009 |

## Karrierestatistik
(Legende zur Torhüterstatistik: GP oder Sp = Spiele insgesamt; W oder S = Siege; L oder N = Niederlagen; T oder U oder OT = Unentschieden oder Overtime- bzw. Shootout-Niederlage; Min. = Minuten; SOG oder SaT = Schüsse aufs Tor; GA oder GT = Gegentore; SO = Shutouts; GAA oder GTS = Gegentorschnitt; Sv% oder SVS% = Fangquote; EN = Empty Net Goal; 1 Play-downs/Relegation; Kursiv: Statistik nicht vollständig)